# Ángel Castelnoble
Ángel Castelnoble (* 1944 oder 1945 in Prado, Montevideo) ist ein ehemaliger uruguayischer Fußballspieler und -trainer.

## Spielerlaufbahn
Castelnoble begann bereits im Alter von acht Jahren mit dem Fußballspielen. Seine Karriere als Spieler nahm im Jahr 1961 bei den Montevideo Wanderers ihren Anfang. Den Weg in die uruguayische Primera División ebnete ihm Obdulio Varela. Castelnoble spielte für Mannschaften in Uruguay, Argentinien und Paraguay. Zuletzt war der offensive Mittelfeldspieler bis zu dem Zeitpunkt, als er 1979 seine Karriere als Spieler nach einem Foul Tito Veras im Alter von 33 Jahren wegen eines erlittenen Schien- und Wadenbeinbruchs beenden musste, bis 1978 für Guaraní aktiv.

## Trainertätigkeit
Anschließend begann Castelnoble seine Trainerlaufbahn. Er trainierte die Montevideo Wanderers und wurde mit ihnen 1980 Vizemeister. Zu seinen Spielern gehörten seinerzeit Ariel Krasowsky, der 18-jährige Enzo Francescoli und Jorge Barrios. 1988 führte er den ecuadorianischen Verein Club Sport Emelec zum Sieg bei der Copa Guayaquil. Bevor der Verein im selben Jahr auch den Meistertitel gewann, verließ er den Club jedoch aus finanziellen Gründen, so dass dieser Titel Nachfolger Juan Ramón Silva zufiel.
Mindestens von 1992 bis 1993 hatte er das Amt des uruguayischen Junioren-Nationaltrainers inne. 1992 führte er in dieser Funktion die uruguayische U-20-Nationalmannschaft zum Vize-Südamerikameistertitel bei der U-20-Fußball-Südamerikameisterschaft 1992 und erreichte mit dieser somit die Qualifikation für die Junioren-Fußballweltmeisterschaft 1993. Dort belegte er mit der Celeste den fünften Rang.
Castelnoble trainierte zudem unter anderem die Mannschaften der paraguayischen Vereine Olimpia und Guaraní. In seiner Heimat Uruguay hatte er das Traineramt bei River Plate Montevideo und Huracán Buceo inne. In Argentinien coachte er Banfield. Im Jahr 1997 war er Trainer des kolumbianischen Vereins Millonarios. 2004 war er gemeinsam mit Gustavo Ferrín für die uruguayische U-16-Auswahl bei der U-16-Südamerikameisterschaft 2004 in Paraguay verantwortlich und belegte mit dem Team den vierten Platz. In der Spielzeit 2008/09 ist für ihn eine Trainertätigkeit bei den Rampla Juniors verzeichnet.
Castelnoble war zudem Präsident der uruguayischen Trainervereinigung Asociación Uruguaya de Entrenadores de Fútbol (Audef). Als solcher wurde er im Februar 2001 wiedergewählt.

## Privates
Im Jahr 1997 war Ángel Castelnoble bereits 30 Jahre verheiratet und war Vater dreier Kinder. Abseits seiner Trainertätigkeit lag sein Lebensmittelpunkt zu jener Zeit in Montevideo. Auch besaß er ein Landhaus in La Floresta.

## Erfolge
- Vize-Südamerikameister 1992
- Copa Guayaquil 1988
- Uruguayischer Vizemeister 1980